# Veem (onderneming)

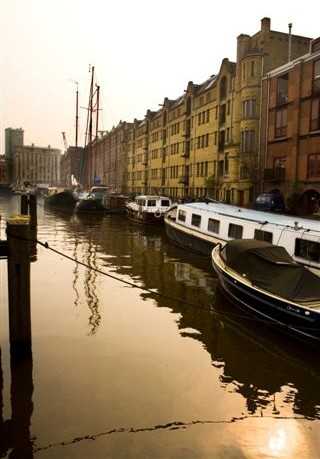
Het Veem te Amsterdam waarin creatieve bedrijven zijn gevestigd

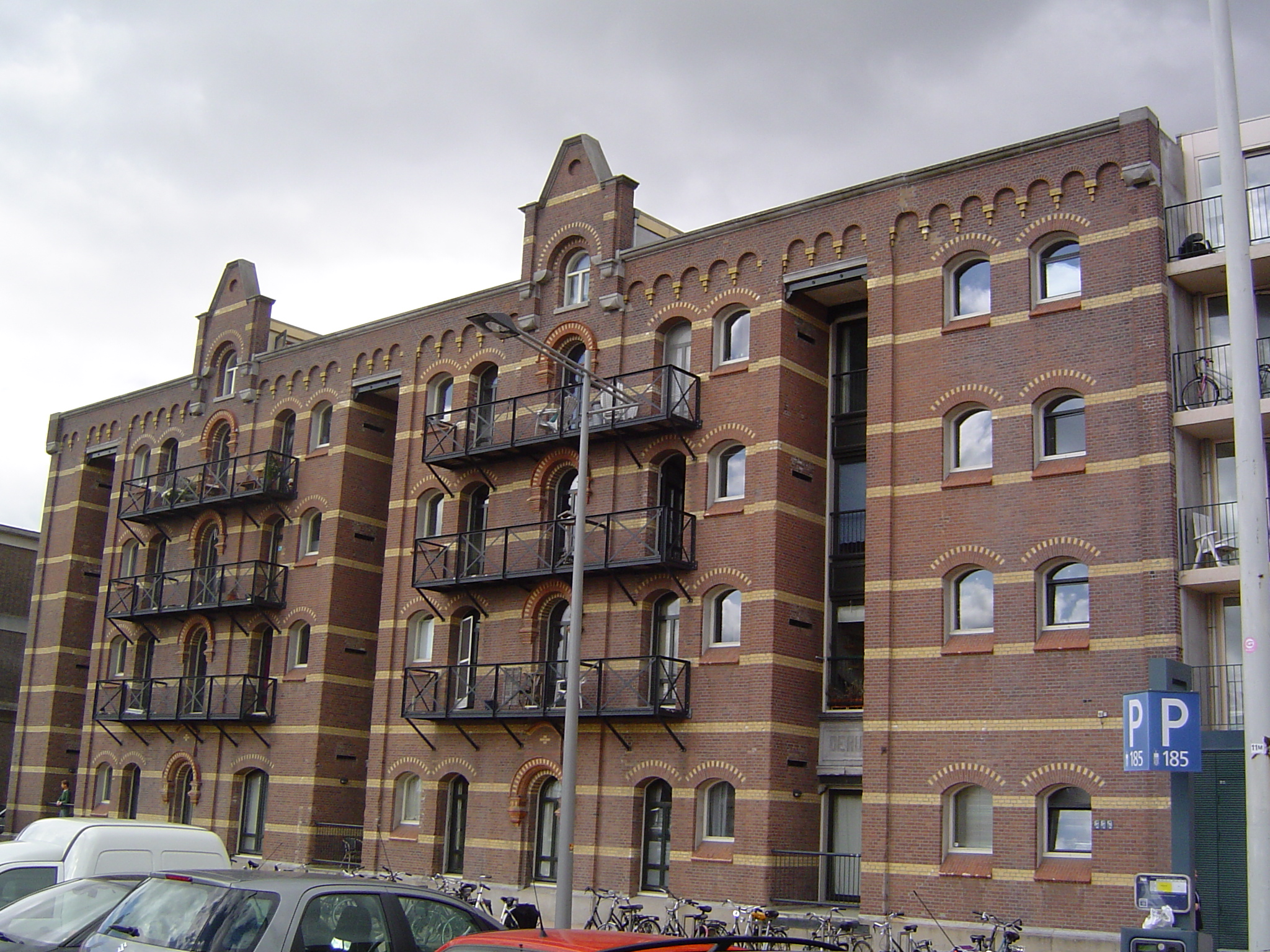
Pakhuis 't Leidsche Veem dat een woonbestemming heeft

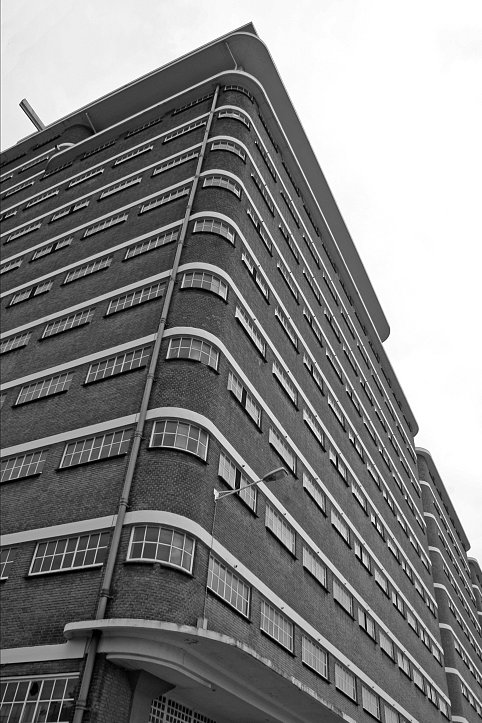
Voormalig Philips veemgebouw Strijp-S te Eindhoven

Een veem is in de late middeleeuwen oorspronkelijk een groep gilde-leden die voor gezamenlijke rekening en risico een bepaalde gilde-activiteit uitoefenen. Zo kent men nog vier 'vemen' bij het kaasdragersgilde bij de kaasmarkt in Alkmaar. Deze onderscheiden zich vanouds door de kleur lint op hun hoed. De naam van veel voormalige bekende vemen in de Amsterdamse haven en handel herinnert aan deze manier van onderscheid: Blaauwhoedenveem, Klapmutsenveem, Groenhoedenveem, Purperhoedenveem, en zo verder. In de loop van de 19e eeuw ontwikkelen enkele vemen zich tot min of meer cooperatieve bedrijven in de opslag en uitslag van handelsgoederen, en zij nemen ook de stap naar het zelf aankopen en beheren van pakhuizen voor dit doel. Deze gespecialiseerde pakhuizen dragen ook weer de naam veem, zodat dit woord ook komt te staan voor een pakhuis waarin een daarin gespecialiseerde onderneming tijdelijk goederen opslaat voor een andere onderneming nog zonder dat im-/export accijnzen over worden geheven. Het doel daarvan is de goederen op een later tijdstip door te sturen naar de eindbestemming. Een dergelijk veem kan voor droge, maar ook voor gekoelde of andersoortige producten, gebruikt worden.
In logistieke terminologie wordt de term veem gebruikt voor een plaats waar (tussen)voorraden worden opgeslagen (en waar er kosten voor worden gemaakt).
Een veem wordt bijvoorbeeld gebruikt om inklaring van goederen, en daarmee ook de betaling van invoerrechten uit te stellen (entrepot).
Juridisch heeft een veem de status van 'trust', een juridisch 'niemandsland'. De goederen gaan pas van de oorspronkelijke eigenaar/verkoper in eigendom over op de koper, zodra die zijn betaald aan de veemhouder, die op zijn beurt de verkoper betaalt.

## Het Veem
Het Veem te Amsterdam is een gebouw aan de Oude Houthaven aan het IJ, tussen het oude havengebied en de moderne westelijke havens. Anderhalve kilometer van het Centraal Station werd dit veem een eeuw geleden gebouwd als pakhuis voor luxe goederen uit de Nederlandse koloniën. Koffie, thee, tabak en cacao werden hier als stukgoed overgeslagen. Het hoofdgebouw in gele baksteen was er het eerst. Het werd Oranje Nassau Veem genoemd, omdat het in het kroningsjaar van Wilhelmina in 1898 werd opgeleverd. Later werd het aan de westzijde uitgebreid met een iets kleiner kopgebouw.
Na jaren van leegstand werd het gebouw in 1981 gekraakt. Daarna werd in fasen de 10.000 m² van het veem gesplitst in ongeveer 70 grote en kleine ruimtes. De laatste fase van de verbouwing vond plaats in 1997. De gebruikers van Het Veem zijn (soms samenwerkende) kleine bedrijven en kunstenaars. Op de bovenverdieping is een café-restaurant met uitzicht over het IJ.

## Leidsche Veem
't Leidsche Veem is een gebouw in Rotterdam dat tegenwoordig een woonbestemming heeft.

## Zaansch Veem
Het Zaansch Veem kreeg bekendheid door een grote brand in 1954, die ook wordt beschreven in het gelijknamige boek van Freek de Jonge.